# Абдуль-Хамід Кішк
Абдуль-Хамід Кішк (араб. عبد الحميد كشك; 10 березня 1933, Бухейра, Єгипет — 6 грудня 1996, Каїр, Єгипет) — єгипетський проповідник й ісламознавець. Знаний своїми наповненими гумором проповідями, які стали дуже популярними, а також як затятий противник музики, обмежень багатоженства, і своєю критикою несправедливості і репресій, що відбувалися в ісламському світі.

## Біографія
Народився 10 березня 1933 року в селищі Шубра-Хіт, розташованому поблизу Александрії. Його батько помер, коли хлопчик ще не досяг шкільного віку. До восьми років він вже вивчив Коран напам'ять. Приблизно в цей час його вразила хвороба, яка призвела до втрати зору. Ця подія, втім, лише посилила його прагнення до навчання. Закінчив університет Аль-Азгар, після цього став імамом, а його хутби стали відомі у всьому Єгипті.Приблизно 1964 року почав проповідувати з мінбару каїрської мечеті Ейн ель-Хайят. 1965 року за критику уряду його засудили на два з половиною роки ув'язнення. Пік слави проповідника припав на період з 1967 по початок 1980-х років, коли на його проповіді під час п'ятничної молитви збиралися близько 10 тисяч людей. За словами французького дослідника Жиля Кепеля,
В останні роки президентства Садата неможливо було пройти вулицями Каїра, не почувши голосу [Абдуль-Хаміда Кишка]. Зайшовши в транспорт, ви почуєте, як кермувальник слухає записи його проповідей. Вони слухають Кишка у Каїрі, Касабланці та районі Марселя, населеному вихідцями з Північної Африки. Журнал, що публікується на саудівські гроші, називав його «зіркою ісламської проповіді» … ніхто не керує його незрівнянними голосовими зв'язками, його уявленнями про ісламську культуру, його феноменальними здібностями до імпровізації, а також його почуттям гумору — все це він використовує для критики режимів невірних, військової диктатури, мирного договору з Ізраїлем… Його слава була така uexyf, що міністерству вакуфів довелося прибудувати до мечеті кілька приміщень, щоб вона змогла вмістити всіх, хто збирався на п'ятничну молитву. Втім, 1981 року навіть цього стало недостатньо, щоб вмістити близько 10 тисяч осіб, які збиралися регулярно.

Оригінальний текст (англ.)
In the last years of the Sadat's presidency, it was impossible to walk the streets of Cairo without hearing [Kishk's] stentorian voice. Climb into a collective service-taxi and the driver is listening to one of Sheikh Kishk's recorded sermons... They listen to Kishk in Cairo, in Casablanca, and in the North African district of Marseilles. A Saudi-funded magazine has dubbed him `the star of Islamic preaching`... none commands his incomparable vocal cords, his panoramic Muslim culture, his phenomenal capacity for improvisation, and his acerbic humour in criticizing infidel regimes, military dictatorship, the peace treaty with Israel... So great was his fame that the Ministry of Waqf had to build several annexes to the mosque to accommodate the Friday crowds. In 1981, however, even these were insufficient to shelter the approximately 10,000 people who regularly attended.

Популярність Абдуль-Хаміда в арабському світі збільшилася ще більше завдяки поширенню понад двох тисяч його проповідей на аудіокасетах.
1981 року, невдовзі після вбивства президента Єгипту Анвара Садата, Кішка заарештували, але 1982 року звільнили за указом наступного президента, Хосні Мубараки. Умовою звільнення проповідника стало повне припинення своєї діяльності. Після цього записи його проповідей все ще мали популярність, але мечеть, з мінбару якої він виступав, переробили в лікувальний центр.

## Діяльність
Виступаючи з мінбару мечеті Ейн ель-Хаят, Кішк засуджував соціальну нерівність у країні, а також придушення ісламського руху. За режиму Насера він вважався дисидентом після того, як не підтримав страту Саїда Кутби, а також згладити розбіжності між ісламською державою та радянським соціалізмом. За Анвара Садата офіційні ЗМІ бойкотували Кишка, але записи його проповідей мали велику популярність не тільки в Єгипті, але і в усьому арабському світі.

### Шлюб
Критикував єгипетських секуляристів за «скасування особистого життя». Саме він був незадоволений законом 44/1979, згідно з яким чоловік був зобов'язаний повідомити дружину, якщо він одружився з другою жінкою. «Згідно з новим законом, якщо перша дружина була проти, вона мала право негайно розлучитися, а також мала право жити після цього в будинку чоловіка до дорослішання дітей. Цей закон, який був підготовлений міністерством соціального розвитку спільно з науковцями університету Аль-Азгар, викликав лють» Кишка й інших шейхів, які вважали, що він «суперечить шаріату».

### Великий джихад
Згідно з Кішком, великий джихад — це безперервна боротьба, спрямована на підпорядкування своєї нижчої природи та налаштування себе на моральні норми Аллаха. Це основа для особистого морального розвитку, створення благочестивої та філантропічної діяльності, сприяння справедливості та процвітання в суспільстві, одночасно борючись з невіглаством, несправедливістю та гнобленням. Завдяки великого джихаду, за словами Кішка, іслам «зцілює ті суспільства, які слідують його вказівкам і побудовані на пробудженій свідомості та серцях, освітлених світлом віри».

### Нагіб Махфуз
Кішк написав «Нашу відповідь дітям алеї», критикуючи суперечливий роман єгипетського письменника Нагіба Махфуза за «порушення священної мусульманської віри» та «підміну монотеїзму комунізмом і науковим матеріалізмом». Махфуз отримав Нобелівську премію з літератури 1988 року (єдиний араб, ушанований цією премією), але був широко зневажений багатьма проповідниками (як-от Омар Абдель Рахман) за один із своїх «найвідоміших творів» («Діти Гебелаві»).

### Книги
Автор майже 30 книг про ісламські культури.